# Los Santos de la Humosa
Los Santos de la Humosa là một đô thị trong Cộng đồng Madrid, Tây Ban Nha. Đô thị này có diện tích 34,9 km², dân số theo điều tra năm 2010 của Viện thống kê quốc gia Tây Ban Nha là 2165 người. Đô thị này nằm ở khu vực có độ cao 912 mét trên mực nước biển.